# Avarca menorquina

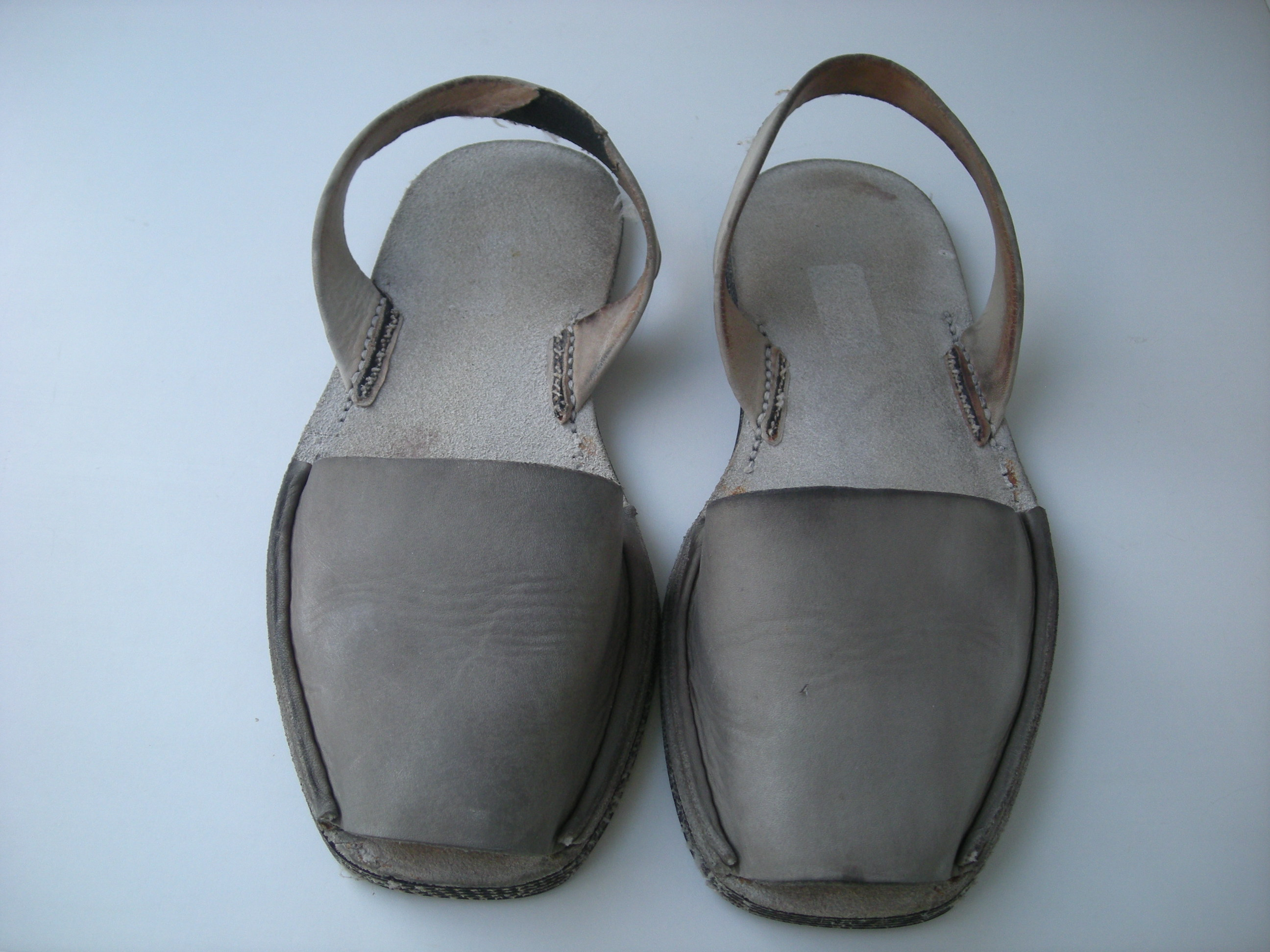
Un parell d'avarques.

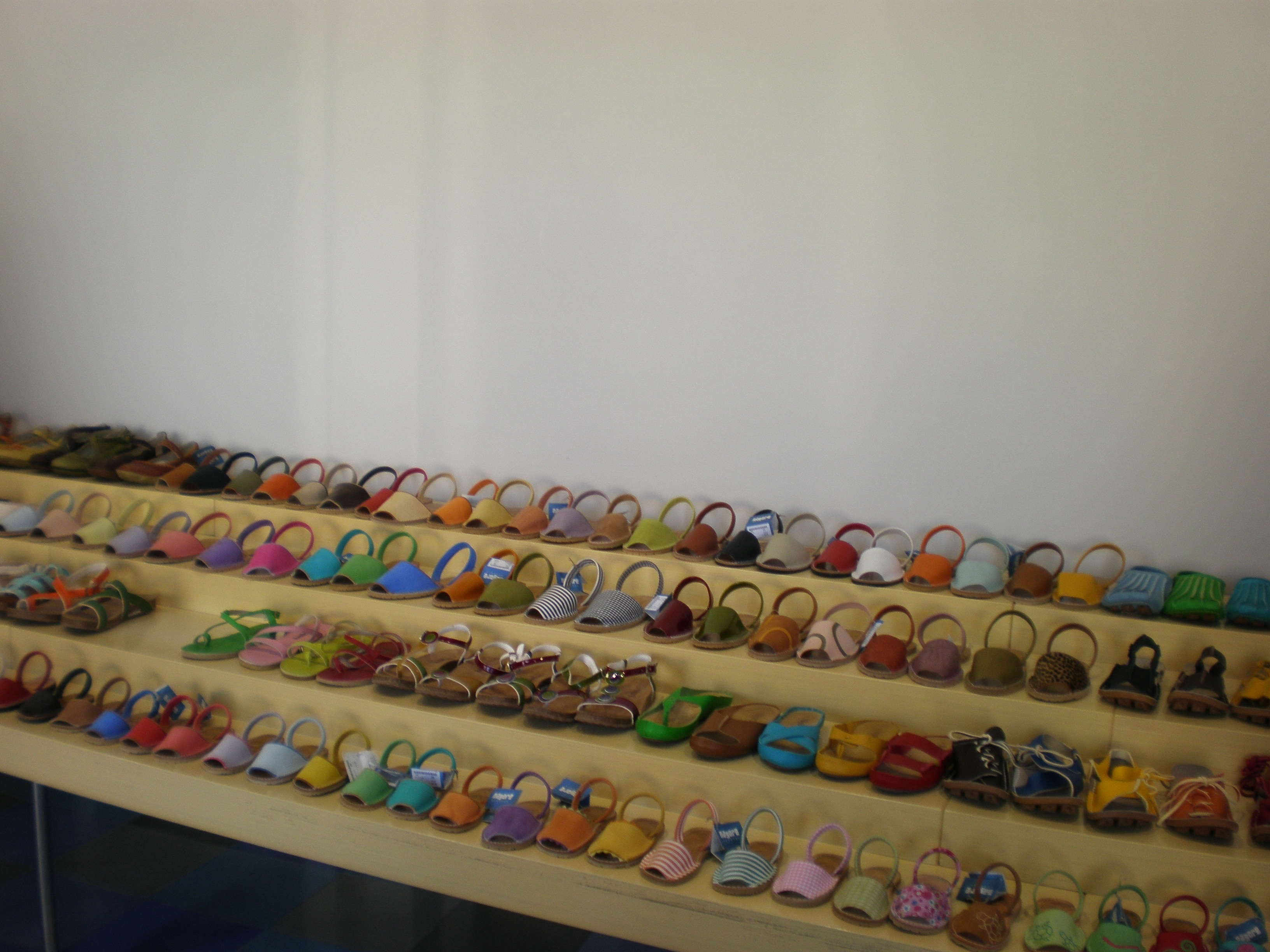
Col·lecció d'avarques en un comerç de Menorca.

L'avarca (plural avarques) és un calçat tradicional de Menorca fet amb tires de cuir i una sola de cautxú de pneumàtic. Antigament era la sabata usada per la gent del camp, però actualment s'ha popularitzat com a calcer d'estiu fora i tot de Menorca.
L'origen de la paraula avarca és incert, tot i que probablement ve de la forma preromana abarka, del mateix significat i que es troba representada en el basc, així com en occità, galaicoportuguès i espanyol. La relació entre les paraules avarca i barca (com a nom d'embarcació) és improbable per raons fonètiques i semàntiques.